# C. A. R. M. E. N.
Centrales Agrar-Rohstoff Marketing- und Energie-Netzwerk e. V. (abgekürzt C.A.R.M.E.N. e. V.) ist ein gemeinnütziger eingetragener Verein mit Sitz in Straubing, Bayern.
Seine Aufgabe ist die Koordination der Zusammenarbeit zwischen Staat, Wissenschaft, Land- und Forstwirtschaft sowie Unternehmen auf dem Gebiet der Nachwachsenden Rohstoffe, der erneuerbaren Energien und der nachhaltigen Ressourcennutzung.

## Geschichte
Der Verein wurde 1992 auf die Initiative des Bayerischen Landtages gegründet, zunächst unter dem Namen Centrales Agrar-Rohstoff Marketing- und Entwicklungs-Netzwerk als Koordinierungsstelle für Nachwachsende Rohstoffe. Ziel war zunächst, der Landwirtschaft neue Absatzmöglichkeiten und damit zusätzliche Einkommensquellen zu eröffnen. 2012 wurde der Name geändert in seine heutige Form.
C.A.R.M.E.N. hat 97 Mitglieder (Stand 2023) aus allen Bereichen von Wirtschaft und Forschung zu den Themen Erneuerbare Energien und Nachwachsende Rohstoffe. Dabei handelt es sich überwiegend um Unternehmen, Verbände und Gebietskörperschaften; die Mitglieder kommen etwa zur Hälfte aus Bayern, zur anderen Hälfte aus dem übrigen Deutschland, Österreich und der Schweiz.
Die Geschäftsstelle des Vereins war bis Ende 2000 in Rimpar bei Würzburg. Anfang 2001 zog das Netzwerk in das neue KoNaRo – Kompetenzzentrum für Nachwachsende Rohstoffe in Straubing und ist dort neben den Forschungseinrichtungen TUM-Campus und Technologie- und Förderzentrum eine der drei tragenden Institutionen.

## Tätigkeiten und Ziele
Der Verein hat zum Ziel, die Erforschung, praktische Anwendung und öffentliche Wahrnehmung von nachwachsenden Rohstoffen zu unterstützen. Anlässlich der Feier des 25-jährigen Bestehens des Vereins hob Bayerns Wirtschafts- und Energieministerin Ilse Aigner bei einem Staatsempfang 2017 die Wichtigkeit der Vereinsziele sowie seine Vermittlungs- und Beratungskompetenz hervor.
Die mehr als 40 Beschäftigten in der C.A.R.M.E.N.-Geschäftsstelle sind in den Abteilungen „Biogas und Mobilität“, „LandSchafftEnergie“ (Beratung für die Energiewende), „Holzenergie und Wärmenetze“, „Nachhaltigkeit“, „Stoffliche Nutzung“ und „Öffentlichkeitsarbeit“ tätig, außerdem in der angegliederten Geschäftsstelle des Sachverständigenrats Bioökonomie Bayern, der 2015 durch das Bayerische Staatsministerium für Ernährung, Landwirtschaft und Forsten einberufen wurde.
2007 erstellte C.A.R.M.E.N. eine Studie für einen Bericht eines Bundestags-Ausschusses.
Zur Vereinstätigkeit gehören auch die Vermittlung von Stipendien und die Organisation von Preisverleihungen. Bei den jährlichen Symposien des Vereins werden durch bayerische Ministerien zwei mit jeweils 10.000 Euro dotierte Preise für besondere Leistungen im Themenbereich Nachwachsende Rohstoffe verliehen, der Förderpreis für Nachwachsende Rohstoffe und der Ernst-Pelz-Preis. Und 2005 gründete der Verein die Stiftung Nachwachsende Rohstoffe, deren Aufgabe es ist, die Auslobung und Vergabe verschiedener Stipendien und Preise für universitäre und schulische Studien zum Stiftungsthema zu koordinieren. Regionaler Schwerpunkt dieser Stiftungstätigkeit ist Bayern, bei den Gymnasialpreisen Ostbayern.